# 別爾洛吉
48°57′51″N 24°14′51″E / 48.96417°N 24.24750°E

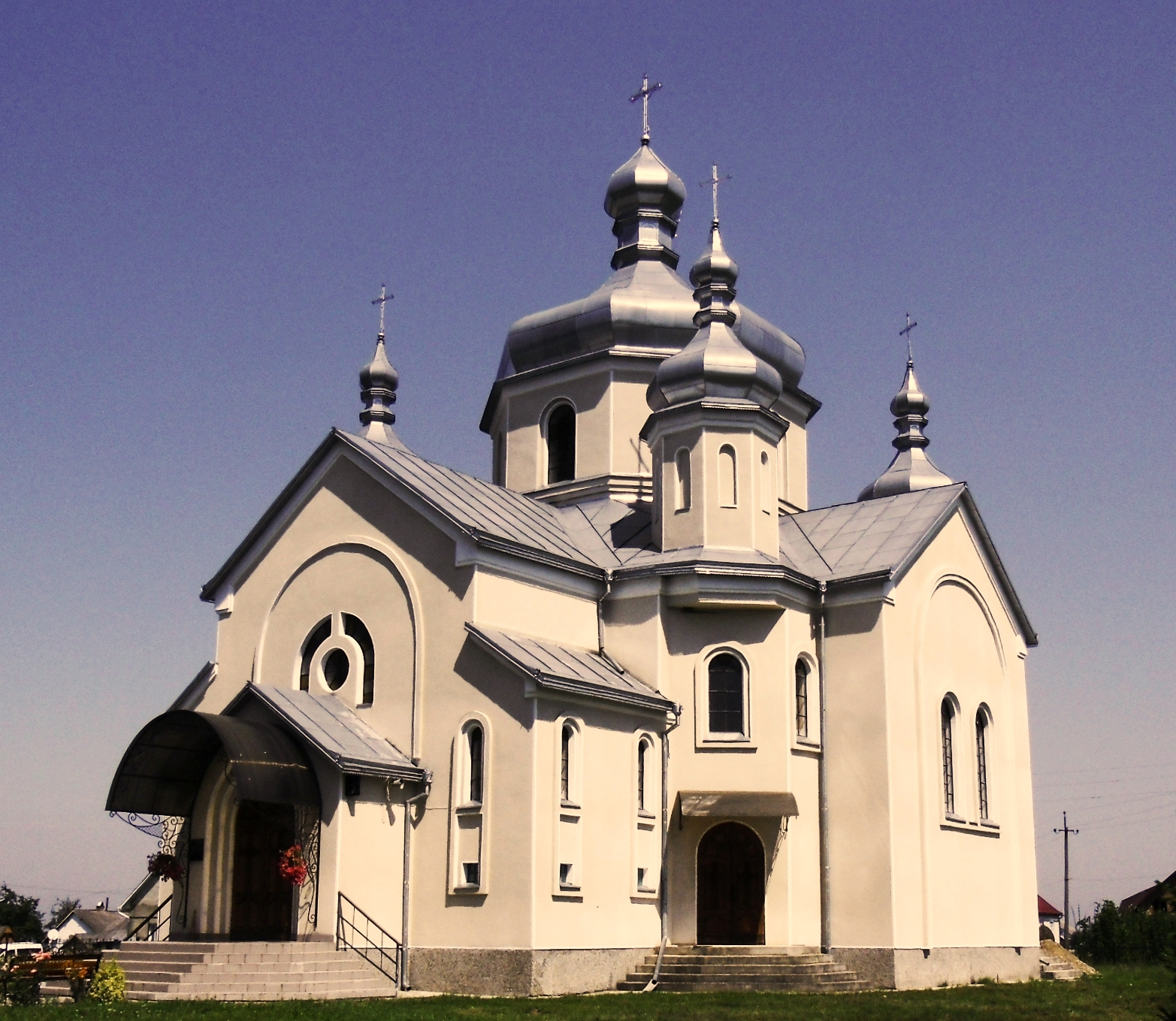

別爾洛吉（烏克蘭語：Берлоги），是烏克蘭西部的村莊，隸屬伊萬諾-弗蘭科夫斯克州的卡盧什區。該村始建於1387年，面積13.35平方公里，2001年人口1,238，人口密度每平方公里92.8人。